# Lynne Maquat
Lynne Elizabeth Maquat (* 1952) je americká biochemička a molekulární bioložka, která se ve svém výzkumu zaměřuje na molekulární podstatu lidských nemocí a zvláštní zájem věnuje mechanismům rozpadu mRNA. Její práce poskytuje cenné informace, které lékařům pomáhají zavádět „personalizovanou“ nebo „cílenou" léčbu tím, že léčí mutaci onemocnění, která je specifická pro každého jednotlivého pacienta.
Po doktorátu z biochemie na Wisconsinské univerzitě se věnovala postdoktorské práci v McArdleově laboratoři pro výzkum rakoviny a poté pracovala v Roswell Park Cancer Institute. Od roku 2000 působí na Rochesterské univerzitě, kde je profesorkou biochemie a biofyziky, pediatrie a onkologie. Díky studiu lidských onemocnění objevila v roce 1981 kontrolní mechanismus NMD (nonsense-mediated mRNA decay), který hraje klíčovou roli v rozpoznávání a degradaci chybných mRNA molekul a pomáhá buňkám předcházet tvorbě defektních nebo škodlivých bílkovin. Se svými spolupracovníky zjistila, jak buňky rozpoznávají tyto potenciálně škodlivé molekuly RNA, které v normálních buňkách neustále omylem vznikají. Následné studie se zaměřily na další typy RNA souvisejících s nemocemi, včetně dvou typů regulačních RNA: dlouhých nekódujících RNA a velmi krátkých regulačních RNA zvaných microRNA.

## Mládí a studia
Lynne Maquat vyrůstala v městečku Easton ve státě Connecticut, její matka byla registrovaná zdravotní sestra a vedoucí operačního sálu a otec byl strojní inženýr. Od malička měla ráda přírodu a znala jména místních ptáků, rostlin a stromů. Ve škole však tíhla spíše k umění. Měla ráda angličtinu a psaní, plynule ovládala španělštinu a hrála na klavír a klarinet.
Maquat byla první v rodině, kdo vystudoval vysokou školu. Absolvovala s vyznamenáním bakalářské studium biologie na Connecticutské univerzitě, její diplomová práce se zabývala buněčnou biologií. Doktorát z biochemie získala na Wisconsinské univerzitě v roce 1974. Nedostala ale místo v laboratoři, kterou si vybrala a místo studia RNA v lidských buňkách se dostala do laboratoře zaměřené na RNA u bakterie E. coli. Bakterie sice nejsou stejné jako lidské buňky, ale mají jednu vynikající vlastnost – rostou velmi rychle. Maquat se tak naučila využívat bakterie k mnoha účelům, což jí pomohlo rozvinout technickou přesnost, kterou využívala během celé své kariéry.

## Kariéra a výzkum
Po ukončení studia se Maquat věnovala postdoktorskému výzkumu v McArdleově laboratoři pro výzkum rakoviny a zabývala se beta talasémií, dědičnou poruchou, která snižuje produkci hemoglobinu v těle. V roce 1980 odjela do Izraele, kde v Jeruzalémě analyzovala aspiráty kostní dřeně čtyř kurdsko-židovských dětí s talasémií major (Cooleyho anémií). Při pohledu na letištní plochu před svým prvním letem do zámoří vůbec netušila, že tato cesta bude určující pro její vědeckou kariéru.
Objevila jeden z nejvýznamnějších mechanismů kontroly kvality genové exprese zvaný NMD (nonsense-mediated mRNA decay), který zabraňuje tvorbě abnormálních proteinů a chrání tak organismus před chybami v genové expresi, jež by vedly k onemocnění. NMD je cennou ochranou, ale nemusí vždy fungovat správně a někdy způsobuje více škody než užitku. Uplatňuje se u jedné třetiny dědičných onemocnění, například u cystické fibrózy, a u třetiny získaných onemocnění, včetně mnoha forem rakoviny.

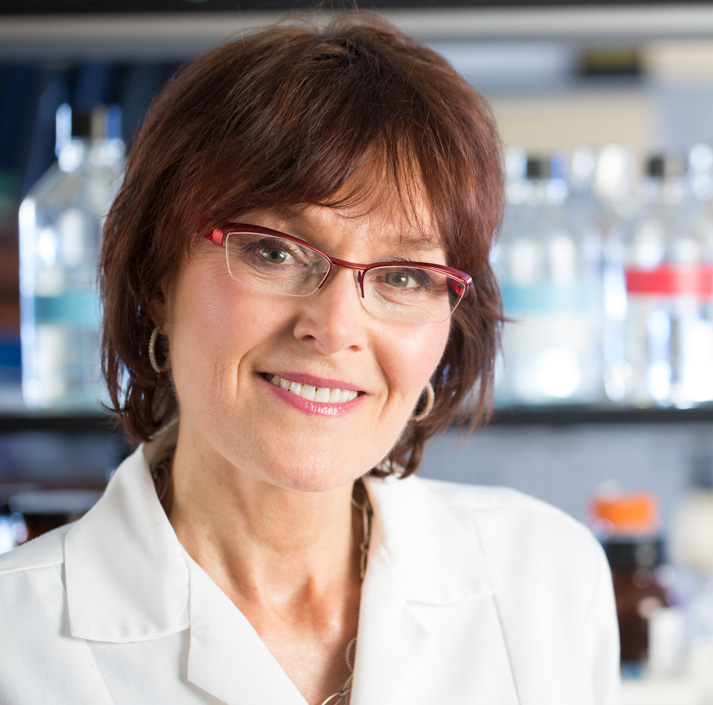
Lynne Maquat ve své laboratoři v roce 2015

Výsledky svého výzkumu z Izraele Maquat publikovala v roce 1981 v článku o molekulární příčině beta talasémie. Tato práce publikovaná v časopise Cell byla prvním důkazem lidského onemocnění způsobeného nestabilní mRNA. Mnoho jedinců s beta talasémií má mutaci, která zavádí předčasně terminační kodon do genu kódujícího protein beta-globin. Tento stop kodon uvede do chodu mechanismus NMD a transkript mRNA pro beta-globin je zničen. Netvoří se žádný beta-globin a pacienti proto nemohou vytvářet hemoglobin.
Věda je jako obrovská skládačka, kterou sestavujeme, aniž bychom viděli všechny dílky najednou.
Lynne Maquat
Devatenáct let pracovala Maquat v Roswell Park Comprehensive Cancer Center v Buffalo a v roce 2000 nastoupila na Lékařskou a stomatologickou fakultu Rochesterské univerzity, kde je profesorkou biochemie a biofyziky, pediatrie a onkologie. V roce 2003 založila program Graduate Women in Science, aby řešila neuspokojivou skutečnost ve vědě, že ve srovnání s muži mnohem méně žen, které získají doktorát věd, tento titul skutečně využije ve své kariéře. Program každý měsíc hostí významné přednášející, kteří využívají vysokoškolské tituly tradičními i netradičními způsoby. Dvakrát ročně mohou členové programu požádat o cestovní odměnu na konferenci nebo seminář, který jim pomůže v kariéře. V roce 2007 založila Centrum pro biologii RNA.
Maquat a další vědci pracují na hlubším pochopení složitých mechanismů souvisejících s NMD. Tyto poznatky přispívají k vývoji nových přípravků k pro léčbu genetických poruch jako syndrom fragilního X chromozomu, cystická fibróza a mnoha dalších. Publikovala více než 130 článků v recenzovaných časopisech, 23 kapitol v knihách a nespočet úvodníků a prezentací. Vyškolila více než 50 postdoktorandů, vysokoškolských a postgraduálních studentů, kteří nyní pracují v institucích jako je americký National Cancer Institute, Health Science Center Texaské univerzity, Pasteurův ústav v Lille ve Francii, A*STAR Institute of Medical Biology v Singapuru a Ženevská univerzita ve Švýcarsku. Je členkou Americké akademie umění a věd, Národní akademie věd USA a Národní lékařské akademie.

## Osobní život
Ve volném čase v Rochesteru se věnuje dlouhým procházkám se svou černou labradorkou, chodí do posilovny a cvičí jógu. Na dovolené dává před lenošením na pláži přednost dobrodružství, jako jsou pěší túry po Himálaji nebo objevování starověkých ruin.